# Per Berglund

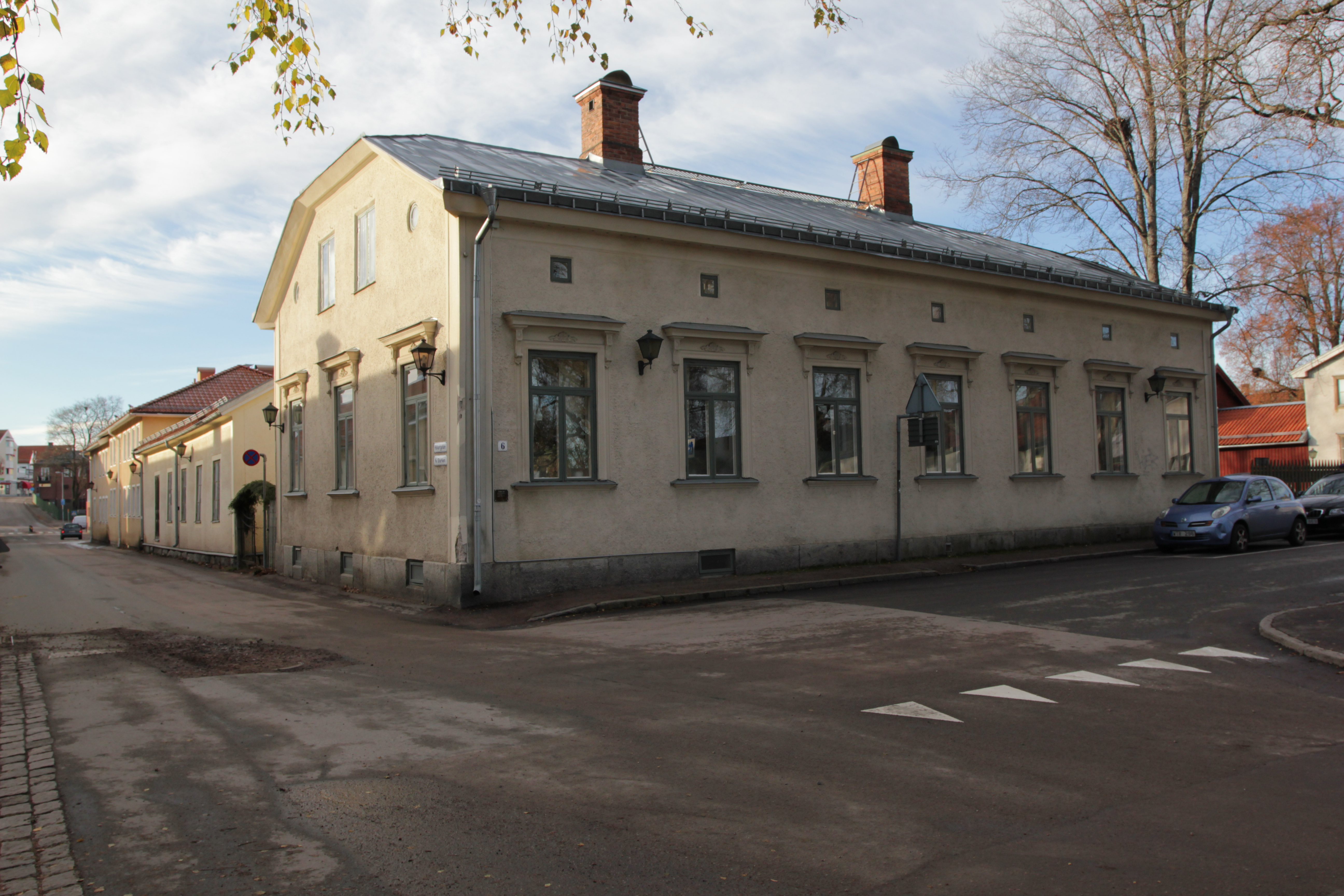
Berglundska gården in Hedemora, Pelle Berglunds Geburtshaus.

Per-Olof „Pelle“ Berglund (* 28. Februar 1939 in Hedemora, Schweden) ist ein schwedischer Regisseur, Filmproduzent und Drehbuchautor.

## Leben
Berglund ist der Sohn des Mediziners Bengt Berglund und der Physiotherapeutin Gunilla Hedmark. Nach seinem Schulabschluss und dem Abitur 1959, absolvierte er von 1961 bis 1965 ein Studium an der Universität Stockholm. Anschließend arbeitete er von 1966 bis 1968 als Redakteur. 1969 hatte er seine erste Mitwirkung im Film als Regieassistent in Fadern. In den Jahren von 1975 bis 1980 arbeitete er als freiberuflicher Regisseur und Filmproduzent und von 1984 bis 1985 beim Schwedischen Filminstitut. Des Weiteren wirkte er als Drehbuchautor, Regisseur und Filmproduzent in vielen schwedischen Filmen und Fernsehproduktionen mit. Berglund war ebenso an der Entwicklung einiger schwedischer Fernsehsendungen beteiligt, wie Nöjesmassakern und Razzel sowie auch als Moderator tätig.
Berglund wurde 1988 gemeinsam mit Brasse Brännström, Reidar Jönsson und Lasse Hallström für den Oscar nominiert in der Kategorie Bestes adaptiertes Drehbuch für den Film Mein Leben als Hund.
Berglund ist mit der Verlagslektorin Gunilla Hedmark verheiratet.

## Filmografie (Auswahl)

### Regisseur
- 1970: Den magiska cirkeln
- 1971: Väckning kl. 06.00
- 1972: Ture Sventon – Privatdetektiv
- 1977: En bilförsäljare från Gotland
- 1980: Dubbelstötarna
- 1982: Dubbelsvindlarna
- 1983: Profitörerna
- 1986: Studierektorns sista strid
- 1989: Täcknamn Coq Rouge
- 1991: Goltuppen
- 1992: Der demokratische Terrorist (Den demokratiske terroristen)
- 1993: Kommissar Beck: Und die Großen lässt man laufen (Beck – Polis polis potatismos)
- 1995: Kurt Wallander: Mörder ohne Gesicht (Wallander – Mördare utan ansikte)
- 1995; Kurt Wallander: Hunde von Riga
- 1996: Kurt Wallander: Die weiße Löwin
- 1998: Rederiet (Fernsehserie)
- 1998: Glöm inte mamma!

### Drehbuchautor
- 1966: Ur svenska hjärtans djup
- 1970: Den magiska cirkeln
- 1972: Ture Sventon – Privatdetektiv
- 1985: Mein Leben als Hund (Mitt liv som hund)
- 1993: Kommissar Beck: Und die Großen lässt man laufen (Beck – Polis polis potatismos)
- 2005: Mankells Wallander: Vor dem Frost (Innan frosten)

### Filmproduzent
- 1976: Der Mann auf dem Dach (Mannen på taket)
- 1976: Sven Klangs kvintett
- 1979: Stortjuven
- 1881: Inter Rail
- 1983: Andra dansen

### Schauspieler
- 1968: Schande (Skammen)
- 1980: Dubbelstötarna